# Hamish Watt
Hamish Watt (27 décembre 1925 – 12 avril 2014) est un homme politique, agriculteur et écrivain écossais. Il est député SNP de Banffshire de 1974 à 1979, puis recteur de l'Université d'Aberdeen et conseiller régional.

## Jeunesse
Il est né le 27 décembre 1925 à Keith, en Écosse. Fils de William Watt et de Caroline Allan, il fait ses études à la Keith Grammar School et à l'Université de St Andrews et se lance dans l'élevage laitier et ovin et dans d'autres projets entrepreneuriaux.

## Carrière politique
Il se présente à Caithness et Sutherland comme candidat conservateur en 1966. Il passe ensuite au Parti national écossais (SNP), se présentant à Banffshire en 1970.
Il est élu député pour le siège du Banffshire lors des élections générales de février 1974, le conservant jusqu'aux élections de 1979. Il est l'un des 11 députés du SNP élus en 1974. En octobre, il devient porte-parole du SNP pour l'agriculture et la pêche. Il passe deux ans comme whip en chef du parti. Après un changement de frontière, il est le candidat du SNP pour Moray aux élections générales britanniques de 1983.
Il est ensuite conseiller régional et de district auprès du conseil du district de Moray et du conseil régional des Grampian de 1985 à 1990 (notamment en tant que président du comité d'éducation des Grampian de 1986 à 1990). Il souhaite se représenter comme candidat du SNP dans la région des Grampian, mais n'a pas l'investiture du parti.
Lors des élections parlementaires écossaises de 1999, il se présente comme candidat indépendant pour Gordon, mais termine cinquième.
Il est recteur de l'Université d'Aberdeen de 1985 à 1988. Il a aussi été chroniqueur dans un journal, conférencier et auteur. Il est parodié sous le nom de "Hamish Banff" dans la pièce de théâtre Little Red Hen de la compagnie de théâtre 7:84.
Watt reçoit un LLD honoraire de l'Université d'Aberdeen en 1988.

## Vie privée
Sa fille, Maureen Watt, est députée en 2006 et son petit-fils, Stuart Donaldson (le fils de Maureen) est élu en 2015 député de West Aberdeenshire et Kincardine.
Watt est décédé à l'âge de 88 ans, à son domicile de Portgordon, le 12 avril 2014,.